# Arne Sørensen (fodboldspiller)
 Der er flere personer med dette navn, se Arne Sørensen.
Arne Sørensen (27. november 1917 - 1. maj 1977) var en dansk fodboldspiller og træner. Han vandt tre danske mesterskaber i fodbold med B 1903 og B 93, og fik 30 landskampe, før han sluttede sin karriere som spiller med to sæsoner i fransk fodbold.
Arne Sørensen blev som træner kendt for sin moderne træningsmetoder og taktiske kunnen. I 1957 blev han udpeget som landstræner og førte ved OL 1960 i Rom landsholdet til finalen. Siden fik Arne Sørensen stor succes som klubtræner. Han vandt tre danske mesterskaber med Esbjerg, KB og Hvidovre IF. Arne Sørensen er dermed den eneste fodboldtræner, der har vundet DM-guld med tre forskellige hold. I en periode i 1950'erne var Arne Sørensen forstander for Idrætshøjskolen i Sønderborg.

## Klubkarriere
Arne Sørensen begyndte sin fodboldkarriere hos B 1903. Han var kendt som en begavet spiller med et godt spark, der både kunne spille på midtbanen og i forsvaret. Han spillede 30 kampe for landsholdet, og blev den første spiller som opnåede at spille 25 landskampe i træk. Han var 19 år, da han debuterede i 1937, og i 1940 var han i en alder af blot 22 år endda anfører i tre landskampe. Han blev første gang dansk mester i 1938. To år senere skiftede han til B 93, som han vandt to mesterskaber med.
I 1946 blev han tilbudt penge for at skifte til Skovshoved IF, hvilket var i strid med de danske amatørregler. Arne Sørensen fik derfor forbud mod at spille fodbold i Danmark og udelukket fra landsholdet. Arne Sørensen rejste til Frankrig og spillede to sæsoner i henholdsvis Stade Français og FC Nancy, før han afsluttede karrieren og vendte hjem til Danmark.

## Trænerkarriere
Arne Sørensens første trænerjob var for Skovshoved IF, som han førte op i den bedste række. I 1954 blev han træner for en af dansk fodbolds bedste klubber i 1950erne, AB. Med AB var han i 1955 tæt på at vinde 1. division, men guldet gik til AGF på sidste spilledag, da AGF slog AB 3-1 i Idrætsparken. I 1956 fik AB bronze og nåede samme år pokalfinalen.
I 1957 blev Arne Sørensen udpeget som træner for landsholdet, som tre år senere kvalificerede sig til OL i Rom. Her vandt Danmark alle sine kampe i den indledende gruppe og besejrede sensationelt Ungarn 2-0 i semifinalerne. I finalen endte det med nederlag til Jugoslavien. I 1961 forlod Arne Sørensen landsholdet i protest over manglende opbakning til fællestræninger for landsholdsspillerne.
To år senere blev Arne Sørensen hyret af de danske mestre Esbjerg fB, og førte i sin første sæson holdet til mesterskabet, og året efter pokaltriumf. Efter en kort periode som træner for Brønshøj BK, gentog Arne Sørensen bedriften med KB, som vandt DM-guld i 1968 og pokalfinalen i 1969. I 1973 kom Arne Sørensen tredje DM-titel som træner i hus med Hvidovre IF. Året blev han så træner for 2. divisionsklubben Fremad Amager, som han var med til at rykke op i den bedste række.
1. januar 1977 skulle han have begyndt som træner i 3. divisionsklubben AB, men kort før sæsonafslutningen i november 1976 blev Arne Sørensen indlagt på sygehus med lungeødem.

## Resultater i fodbold

### Titler som Spiller
- Danmarksmesterskabet
  - Vinder (3): 1938, 1942 og 1946.

### Titler som træner
- Danmarksmesterskabet
  - Vinder (3): 1963, 1968 og 1973.
  - Sølv (1): 1954-55
  - Bronze (2): 1955-56
- Pokalturneringen:
  - Vinder (2): 1963-64, 1968-69
  - Finalist (1): 1955-56
- Olympiske lege:
  - Sølv (1): 1960